# Mistrzostwa Świata Strongman 2002
Mistrzostwa Świata Strongman 2002 – doroczne, indywidualne zawody siłaczy.

## Rundy kwalifikacyjne
WYNIKI KWALIFIKACJI
Data: 14, 15, 16, 17 września 2002 r.
Do finału kwalifikuje się dwóch najlepszych zawodników z każdej z grup.
Grupa 1
| Miejsce | Zawodnik          | Kraj              | Punkty |
| ------- | ----------------- | ----------------- | ------ |
| 1.      | Magnus Samuelsson | Szwecja           | 31     |
| 2.      | Gregor Edmunds    | Szkocja           | 28     |
| 3.      | Rene Minkwitz     | Dania             | 24     |
| 4.      | Steve Kirit       | Stany Zjednoczone | 20     |
| 5.      | Derek Boyer       | Australia         | 14     |
| 6.      | Nigel Moss        | Południowa Afryka | 8      |

Grupa 2
| Miejsce | Zawodnik           | Kraj              | Punkty           |
| ------- | ------------------ | ----------------- | ---------------- |
| 1.      | Raimonds Bergmanis | Łotwa             | 28               |
| 2.      | Juha-Matti Räsänen | Finlandia         | 25               |
| 3.      | Brian Schoonveld   | Stany Zjednoczone | 23,5             |
| 4.      | Jarno Hams         | Holandia          | 22               |
| 5.      | Heinz Ollesch      | Niemcy            | 21,5             |
| 6.      | Marc Iliffe        | Anglia            | 3 (kontuzjowany) |

Grupa 3
| Miejsce | Zawodnik           | Kraj              | Punkty |
| ------- | ------------------ | ----------------- | ------ |
| 1.      | Svend Karlsen      | Norwegia          | 31     |
| 2.      | Jarosław Dymek     | Polska            | 26     |
| 3.      | Jesse Marunde      | Stany Zjednoczone | 22     |
| 4.      | Bernd Kerschbaumer | Austria           | 21     |
| 5.      | Jessen Paulin      | Kanada            | 17     |
| 6.      | Stuart Murray      | Szkocja           | 8      |

Grupa 4
| Miejsce | Zawodnik             | Kraj              | Punkty |
| ------- | -------------------- | ----------------- | ------ |
| 1.      | Hugo Girard          | Kanada            | 29     |
| 2.      | Mariusz Pudzianowski | Polska            | 26,5   |
| 3.      | Karl Gillingham      | Stany Zjednoczone | 22,5   |
| 4.      | Mick Gosling         | Anglia            | 19     |
| 5.      | Torbjörn Samuelsson  | Szwecja           | 17,5   |
| 6.      | Tibor Mészáros       | Węgry             | 11,5   |

Grupa 5
| Miejsce | Zawodnik             | Kraj              | Punkty             |
| ------- | -------------------- | ----------------- | ------------------ |
| 1.      | Johnny Perry         | Stany Zjednoczone | 33,5               |
| 2.      | Žydrūnas Savickas    | Litwa             | 31,5               |
| 3.      | Jón Valgeir Williams | Islandia          | 17,5               |
| 4.      | Dave Warner          | Anglia            | 15                 |
| 5.      | Odd Haugen           | Norwegia          | 11 (kontuzjowany)  |
| 6.      | Janne Virtanen       | Finlandia         | 9,5 (kontuzjowany) |

## Finał
FINAŁ – WYNIKI SZCZEGÓŁOWE
Data: 21, 22, 23, 24 września 2002 r.

Miejsce: Kuala Lumpur  Malezja
| Miejsce | Zawodnik             | Kraj              | Punkty              |
| ------- | -------------------- | ----------------- | ------------------- |
| 1.      | Mariusz Pudzianowski | Polska            | 58                  |
| 2.      | Žydrūnas Savickas    | Litwa             | 50                  |
| 3.      | Raimonds Bergmanis   | Łotwa             | 47,5                |
| 4.      | Johnny Perry         | Stany Zjednoczone | 42                  |
| 5.      | Svend Karlsen        | Norwegia          | 39                  |
| 6.      | Hugo Girard          | Kanada            | 38,5                |
| 7.      | Juha-Matti Räsänen   | Finlandia         | 38,5                |
| 8.      | Gregor Edmunds       | Wielka Brytania   | 27,5                |
| 9.      | Jarosław Dymek       | Polska            | 24,5                |
| 10.     | Magnus Samuelsson    | Szwecja           | 12,5 (kontuzjowany) |

## Zawodnicy rezerwowi
Zawodnicy rezerwowi zastępują zawodnika w razie kontuzji lub rezygnacji z udziału w zawodach.
Zawodnik rezerwowy: Martin Muhr  Niemcy.